# Mysletín
Mysletín – gmina w Czechach, w powiecie Pelhřimov, w kraju Wysoczyna. 1 stycznia 2014 liczyła 119 mieszkańców.